# 1955年のテレビ (日本)
1955年のテレビ（1955ねんのテレビ）では、1955年（昭和30年）の日本におけるテレビジョン放送全般の動向についてまとめる。

## 主なできごと

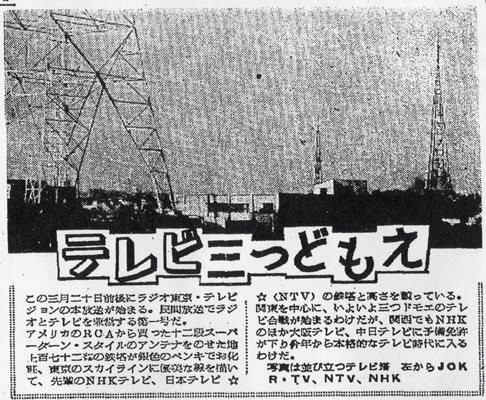
東京都内に建つNHK・日本テレビ・ラジオ東京の電波塔が並ぶ写真を交えた朝日新聞（東京本社版）の記事（1月7日付）

4月1日、ラジオ東京（後の東京放送（TBS））がテレビ放送を開始（後のTBSテレビ、呼出符号：JOKR-TV）
コールサインもNHKと同様に、ラジオのそれの後に " -TV " が付く、日本の民放にて、初のテレビ・ラジオ兼営局が誕生。尚世間一般では、新聞のテレビ欄表記から「KRテレビ」（ケイアールテレビ、略称「KRT」）や「ラジオ東京テレビ」（ラジオとうきょうテレビ）と呼ばれていた。
3月22日、初代NHKホール（東京・内幸町）が完成、運用開始。
NHKが放送開始30周年に際し、当時のNHK東京放送会館に隣接してオープン。以降、2代目のNHKホールが1973年に運用を開始するまで、NHKの番組の公開等に使用された。
テレビ番組
- 1月2日、NHKと日本テレビが、皇居広庭からの『新年参賀風景』の中継にて、NHKと民放との初の共同制作を実施。
- 4月4日、NHKでロードショー映画番組の始まりとなる『テレビ映画劇場』が放送開始。
- 9月1日、NHKが『刑事・模擬裁判実況』を東京地方裁判所法廷から中継。
- 9月22日、NHKが国民体育大会初のテレビ中継。
- 10月3日、長谷川町子原作の漫画『サザエさん』が、KRテレビにて初のドラマ化。
- この年に行われた社会党再統一の為の『社会党統一大会』（10月13日）や、『保守新党（自由民主党）結成大会』（11月15日）の模様を共に、NHKが会場から実況生放送。
- NHKの文化庁芸術祭参加のドラマ『追跡』（11月26日放送）が、この年の芸術祭賞をテレビドラマ番組では初受賞。
- 12月31日、NHKとKRテレビにて年越し特番『ゆく年くる年』の放送がこの年から開始。民放は翌年から複数の局での同一生放送が開始される。
- その他、以下の番組が放送開始
  - NHK:『私の秘密』
  - 日本テレビ:『轟先生』
  - KRテレビ:『東京テレニュース』、『日真名氏飛び出す』、大晦日特番『オールスター歌合戦』（後に『オールスター大行進』に改題）

技術
この年は、NHK放送技術研究所で開発されたハンディーカメラや、同技研製による国産イメージオルシコン撮像管を導入したテレビカメラが実用化されている。又、同研究所にて、NTSC方式のカラーテレビ受信機の試作品を完成している。

## できごと
1月
- 2日 - NHKと日本テレビ、皇居広庭からの『新年参賀風景』の中継にて、NHKと民放との初の共同制作を行う。
- 20日 - NHK、自主制作による短編文化映画『悲喜交々』放送。同映画は後に1954年度の日本映画技術賞受賞。

2月
- 1日 - 日本テレビ、マイクロ波施設の免許を郵政省に申請。
- 27日 - 第27回衆議院議員総選挙の投開票が行われ、日本テレビで初の開票速報を放送。

3月
- 5日
  - テレビ受信契約数が5万を突破する。
  - NHK、最新映画の話題作を紹介する『映画サロン』放送開始。第1回は、翌日封切の東映映画『息子の縁談』が取り上げられた。

- 16日 - ラジオ東京、翌月のテレビ開局に備え、テレビニュース・短編映画を製作する「東京テレビ映画株式会社」を設立。
- 22日 - NHKが放送開始30周年記念式典挙行。その際に、当時のNHK東京放送会館に隣接して、初代の「NHKホール」の落成披露が行われる（2025年現在のNHKホールは2代目で、1972年に完成、翌年から運用を開始している）。
  - この落成披露の記念番組として、『邦楽舞踊名流会』と『N響特別演奏会』が、共にテレビ・ラジオ同時で放送された。

4月
- 4月1日午前10時、ラジオ東京（KR）テレビ（後のTBSテレビ、JOKR-TV）開局、本放送開始。日本の民放にて、初のテレビ・ラジオ兼営局が誕生。。
  - 10時半からは開局記念式典を、同社のテレビAスタジオから生中継。
  - この日から、『東京テレニュース』が放送開始。
  - テレビ開局記念番組として、東京都体育館から『グランド・テレビ・パレード』を公開生放送。

- 1日 - NHK、群馬県伊香保町で、同軸ケーブルによるテレビ共同受信方式の最初の実験を開始。
- 3日 - NHK、東京放送劇団の第1回公演『大盗大助』を、東京・俳優座劇場から中継（同月6日にはラジオ第2でも放送）。
- 4日 - NHK、日本の映画会社5社と、封切から3年以上経過した映画を週1回放送を行う契約が成立したのを受け、番組『テレビ映画劇場』が放送開始（ - 1957年3月30日）。ロードショー映画番組の始まりとなる。第1回は『風雪二十年』（1951年、東映作品）が放送された。
- 9日 - KRテレビで生放送ドラマ『日真名氏飛び出す』（三共（後の第一三共）一社提供）放送開始（ - 1962年7月14日）。
- 13日 - KRテレビ、自社テレビ初のプロボクシング中継を行う（日本選手権フェザー級 大川寛 対 赤沼明由 ほか）。
- 14日 - NHKでクイズ番組『私の秘密』放送開始。1967年3月27日まで12年間も続く長寿番組となった。

5月
- 3日 - NHK、海外のプロオーケストラとしては戦後初の来日公演となる、シンフォニー・オブ・ジ・エア（元NBC交響楽団）の演奏会を日比谷公会堂から、同月23日には、N響との合同演奏会を後楽園球場から共に生中継。
- 12日 - NHK、前日（11日）に起きた紫雲丸遭難事故関係にて、特別番組『特集 紫雲丸沈没事件』を放送。
- 15日
  - NHK、文部省（当時）ほか3団体との共催による「日本体育祭」を実況放送。
  - KRテレビ、この日初日の「大相撲5月場所」（於:蔵前国技館）から、自社テレビに於いての大相撲中継を開始。

- 20日 - 羽田空港に民放記者室を設置。
- 28日 - NHK、この日と同月30、31日の3日間に渡ってに行われた『テニス・デビスカップ（デ杯） イースタンゾーン決勝 「日本 対 フィリピン」』の実況中継を、東京・田園コロシアムから中継。
- 月内 - NHK放送技術研究所（NHK技研）、NTSC方式のカラーテレビ受信機の試作品が完成。

6月
- 1日 - KRテレビ、自社専用の街頭テレビ第1期77箇所の設置を完了。
- 11日 - NHKの東京放送会館の新館が落成(第1期工事)、同内にテレビ専用スタジオを2つ設置、運用を開始。
- 17日 - 民放連、放送基準に「考査細則」を加え、「取扱い要領」を明示する。

7月
- 2日 - KRテレビ、この日に大阪球場で行われた『第5回「プロ野球オールスター戦」第1戦』を、大阪から自社初の遠距離中継を実施して実況生中継。
- 7日 - NHK、NHK技研製による国産イメージオルシコン撮像管を使用した、テレビカメラの使用を開始。
- 15日 - NHK、名古屋放送会館が名古屋市東区に落成、運用開始。
- 18日 - NHK、スイスのジュネーヴで実施の、米英仏ソ首脳による「ジュネーヴ4巨頭会談」の現地からの報告による特別番組 『四大国最高会議をめぐって』を放送。
- 25日 - NHK、「テロップ」装置の使用を開始。
- 31日 - NHK、東京・田園コロシアムからの『全日本大学男子バレーボール選手権大会決勝戦』の中継にて、NHK技研製の携帯カメラ「ウオーキールッキー」を初使用。

8月
- 5日 - 日本テレビ、秋好馨原作の漫画をドラマ化した連続テレビドラマ『轟先生』放送開始（ - 1960年1月25日 出演:古川ロッパ ほか) 。
- 20日 - KRテレビ、自社専用の街頭テレビ第2期43箇所の設置を完了。

9月
- 1日 - NHK、弁護士法制定記念の特別番組『刑事・模擬裁判実況』を東京地方裁判所法廷から中継。
- 22日 - NHK、国民体育大会初のテレビ中継を行う（『第10回国民体育大会水上（水泳）競技実況』（於:鎌倉市営プール））。

10月
- 3日
  - テレビ受信契約が10万件突破。
  - KRテレビで、長谷川町子原作のマンガ『サザエさん』が、同マンガ初のテレビドラマ化として、平日（月～土）5分の帯番組で放送開始（ - 1957年9月28日）。

- 5日 - 日本を訪問中の米の指揮者、アンドレ・コステラネッツとNHK交響楽団の特別演奏会を、NHKホールから生中継。
- 13日 - NHKがこの日、左右に分裂していた日本社会党が再統一を果たす為の『社会党統一大会』の実況中継を、神田共立講堂から随時行う。翌14日には、『統一社会党の抱負をきく』を放送。

11月
- 11日 - 電波技術協会、テレビジョン放送機器改善委員会を設置、第1回委員会を開催。
- 15日 - NHKがこの日、自由民主党結成に伴う保守合同関連番組として、『保守新党（自由民主党）結成大会実況』（中央大学講堂からの中継）と『新党発足と今後の政局「自由民主党誕生」』を放送。
- 19日 - 民放連、郵政省にテレビ周波数割り当てに関する要望書を提出。
- 26日 - NHKで東京・大阪4元生放送による、この年の文化庁芸術祭参加のドラマ『追跡』放送。この年の芸術祭賞をテレビドラマ番組では初めて受賞する。

12月
- 3日 - 鹿児島県の離島、奄美大島で名瀬市大火が発生。NHKは、その模様を収めた取材フィルムを特別機につりあげて輸送、同災害を速報で伝える。
- 24日 - NHKが時報に「テロップ時計」の使用を開始。
- 31日
  - NHK、『第6回NHK紅白歌合戦』を生放送。司会は白組が宮田輝、紅組が高橋圭三（ともに当時NHKアナウンサー）、初の男性2名での司会となった。
  - KRテレビは上記の紅白の裏番組として、当時の人気歌手が総出演した特別番組『オールスター歌合戦』を生放送（金鶴香水株式会社（後の丹頂株式会社、後のマンダム）一社提供）。翌1956年も『オールスター丹頂歌合戦』として放送し、翌1957年から始まる『オールスター大行進』につながる。
  - NHK、KRテレビにて、年越し特番『ゆく年くる年』が放送を開始。
    - NHKの『ゆく年くる年』では、銀座八丁目、新橋一丁目、そして奈良東大寺の除夜の鐘の生中継を実施。以後毎年恒例の年越し番組となる。
    - KRテレビは、銀座・浅草から自社テレビ初の3元中継を実施。翌年からは、複数の民放テレビ局での同一生放送『ゆく年くる年 (民間放送テレビ)』が開始される。

## 開局・放送開始
- 4月1日 - ラジオ東京テレビ（後のTBSテレビ） - 日本民放初のテレビ・ラジオ兼営局

## テレビ番組

### テレビドラマ
- 真昼は考える（NHK）
- 追跡（NHK、11月26日）
- 轟先生（日本テレビ）
- エノケンのアラビアンナイト（日本テレビ）
- シャープ劇場 のり平のテレビ千一夜（日本テレビ）
- 山一名作劇場（日本テレビ）
- 日真名氏飛び出す（KRテレビ）
- 江戸の影法師（KRテレビ）
- サザエさん（KRテレビ）

### バラエティなど諸分野
- 私の秘密（NHK）
- ゆく年くる年（NHK）
- タレント・スカウト（KRテレビ）
- 第6回NHK紅白歌合戦（NHK。12月31日）
- オールスター歌合戦（KRテレビ。12月31日）

### 報道
- 東京テレニュース（KRテレビ）